# Евгеније Краба
Евгеније „Кеба” Краба је измишљени лик у цртаном филму Сунђер Боб Коцкалоне. Он је власник ресторана Код Кеба Крабе. У том ресторану раде главни лик цртаног филма Сунђер Боб као роштиљџија, и Сунђер Бобов мрзовољни комшија Лигњослав Пипак као касир. Зову га и Господин Краба. Он је шкртица и воли паре. Живи у сидру у граду Коралово на дну мора са својом ћерком китом уљешуром Бисерком. У његовој возачкој дозволи пише да је рођен 30. новембра 1942. године. У младости је носио и бркове. Најбољи друг му је био Шелдон Џејмс Планктон све док се нису посвађали. Од тада му је најгори непријатељ и конкуренција својим рестораном Кофа са Помијама. Планктон стално покушава да из његовог ресторана украде тајни рецепт за Крабине чувене Кеба пљеске како би побољшао промет. Али увек неславно заврши и не докопа се рецепта. Дотад, Кебин ресторан Код Кеба Крабе је најбољи ресторан у Коралову. Гласове позајмили Владислава Ђорђевић (Б92) и Бранислав Платиша (Gold Diginet)